# Leucocarpus
Leucocarpus, monotipski biljni rod iz porodice Phrymaceae smještene u tribus Leucocarpeae. Jedina vrsta je L. perfoliatusamerički grm ili polugrm rasprostranjen od Meksika preko Srednje Amerike na jug do Perua i Bolivije.

## Opis
Opisan je u R.Sweet, Brit. Fl. Gard. 5: t. 124, 1830. To su grmovi čvrstih stabljika. Listovi nasuprotni, lancetasti, nazubljeni, sjedeći, ali je bazalni dio lamine skupljen da izgleda kao peteljka. Cvatovi kratki, u aksilarnim cimama. Cvjetovi u nekoliko cvjetnih grozdova, brakteje male, uske, spajaju peteljke i grane cvata. Cvjetovi s čaškom usko zvončasti, 5-nazubljeni, rebrasti; vjenčić cjevasti zvončić, 4 grebenasta režnja slična, izvana gola, na ušću iznutra dlakava; prašnika 4, jednaka, 2 teke bazalno divergentne, staminodiji nedostaju; stigma 2-lamelirana, nalazi se odmah ispod prašnika. Plod je bijela mesnata bobica, 10 cm u promjeru; sjemenke brojne, sitne, okruglaste, mrežaste.

## Sinonimi
- Conobea alata (D.Don) Graham; Edinburgh New Philos. J. 27: 3 (1839)
- Leucocarpus alatus D.Don; Sweet, Brit. Flow. Gard. Ser. II. t. 124 (1830)
- Leucocarpus americanus f. natans Glück; Notizbl. Bot. Gart. Berlin-Dahlem 12: 75, 76 (1934)
- Leucocarpus americanus f. submersus Glück; Notizbl. Bot. Gart. Berlin-Dahlem 12: 75, 76 (1934)
- Leucocarpus americanus f. terrestris Glück; Notizbl. Bot. Gart. Berlin-Dahlem 12: 75, 76 (1934)
- Leucocarpus americanus Glück; Notizbl. Bot. Gart. Berlin-Dahlem 12: 75 (1934)
- Mimulus perfoliatus Kunth; Nov. Gen. Sp. [H. B. K.] 2: 371 (1818)